# Ancyluris callias
Ancyluris callias är en fjärilsart som beskrevs av Felder 1862. Ancyluris callias ingår i släktet Ancyluris och familjen Riodinidae. Inga underarter finns listade i Catalogue of Life.